# کریستین اسپریچاکوویچ
کریستین اسپریچاکوویچ (انگلیسی: Kristian Sprećaković؛ زادهٔ ۱۲ ژوئن ۱۹۷۸) بازیکن فوتبال اهل آلمان است.
از باشگاه‌هایی که در آن بازی کرده‌است می‌توان به باشگاه فوتبال دارمشتات ۹۸، باشگاه فوتبال وهن ویسبادن، و باشگاه فوتبال وورتسبورگ کیکرز اشاره کرد.